# Oxicalciomicrolita
La oxicalciomicrolita és un mineral de la classe dels òxids que pertany al grup de la microlita.

## Característiques
La oxicalciomicrolita és un òxid de fórmula química Ca₂Ta₂O₆O. Es tracta d'una espècie aprovada per l'Associació Mineralògica Internacional, i publicada per primera vegada el 2020. Cristal·litza en el sistema isomètric. La seva duresa a l'escala de Mohs es troba entre 5 i 5,5.
L'exemplar que va servir per a determinar l'espècie, el que es coneix com a material tipus, es troba conservat a les col·leccions mineralògiques del Museu Nacional de la Universitat Federal de Rio de Janeiro, al Brasil, amb el número de registre: mn-7601-m.

## Formació i jaciments
Va ser descoberta a la pegmatita Fumal, a la localitat de Nazareno (Minas Gerais, Brasil), on es troba en forma de cristalls octaedrics. També ha estat descrita en altres indrets del Brasil, així com a Itàlia i Suècia.